# Charles Herbert (Sportfunktionär)
Charles Herbert (* 19. Januar 1846 in Indien; † 17. Februar 1924 in Streatham, London) war Generalsekretär des englischen Leichtathletik-Verbandes (AAA), Gründungsmitglied des Internationalen Olympischen Komitees, Ruderer, Leichtathlet und beruflich Beamter der Finanzverwaltung.

## Leben
Herbert kam nach seiner Kindheit in Indien mit 11 nach England auf ein Internat nach Hammersmith, Middlesex, kurz bevor seine gesamte Familie im Cawnpore Massacre 1857 ermordet wurde. Durch die prekäre finanzielle Lage war es ihm unmöglich zu studieren und er trat frühzeitig in den Öffentlichen Dienst ein als Finanzbeamter. 
1875 war sein erfolgreichstes Sportjahr, da er im Zweier ohne Steuermann als Sieger der Henley Ruderregatta die Silver Goblet gewann und bei den Meisterschaften des Öffentlichen Dienstes nur einen Monat später vor 15.000 Zuschauern im Stadion an der Lillie Bridge Doppelsieger über eine und über zwei Meilen wurde. Er engagierte sich als Mitglied des Civil Service Athletic Club im ältesten englischen Sportverband (CSSC), dem Verband des Öffentlichen Dienstes. Diesen brachte er als Mitglied in den englischen Leichtathletikverband (AAA) ein, wo er daraufhin zum ehrenamtlichen Generalsekretär (1883–1906) gewählt wurde. Er half Pierre de Coubertin die Olympischen Spiele zu gründen und sorgte dafür, dass sie nach den Regeln der AAA durchgeführt wurden. Als Gründungsmitglied des IOCs (1894–1906) stellte er durch seine Verbindungen sicher, dass von vornherein die gesamte angelsächsische Welt (bis nach Neuseeland) an den Olympischen Spielen teilnahm. Seine eigenen Finanzen erlaubten es ihm jedoch nicht, im Jahr 1896 zu den ersten Olympischen Spielen auf eigene Rechnung nach Athen zu fahren.
1906 stürzte er von der ersten Etage eines Londoner Doppeldeckerbusses die Treppe herunter. Hierdurch erlitt er so schwere Kopfverletzungen, dass er alle seine Ämter im Sport niederlegte.